# Nouvelles de Pétersbourg
Les Nouvelles de Pétersbourg (en russe : Петербургские повести) est un recueil de nouvelles de l'écrivain Nicolas Gogol.
L'auteur y regroupe cinq nouvelles : Le Portrait, Le Journal d'un fou, La Perspective Nevski (récits d'abord publiés, en 1835, dans le recueil Arabesques), Le Nez (publié pour la première fois en 1836, dans la revue littéraire Le Contemporain) et Le Manteau (publié en 1843, dans les Œuvres complètes).
C'est seulement a posteriori que Gogol verra l'unité de ces nouvelles, écrites et publiées à des époques différentes, mais qui ont toutes pour cadre Saint-Pétersbourg, dépeinte comme une ville artificielle, froide et grise, dans laquelle il est impossible à l'homme de préserver son humanité.
Gogol, originaire de Sorotchintsy, un petit village ukrainien, habita la capitale de l'Empire de 1828 à 1836. Il y mena, pendant les premières années, la vie d'étudiant et fonctionnaire impécunieux. Mais c'est là aussi qu'il composa les Soirées du hameau, recueil de nouvelles qui lui donna la notoriété, ainsi que Le Revizor. C'est également pendant son séjour à Pétersbourg, qu'il rencontra Vassili Joukovski et surtout Alexandre Pouchkine, qui auront une grande influence sur son œuvre.